# Taira no Tomomori
Taira no Tomomori (平知盛, 1152-1185) était le quatrième fils de Taira no Kiyomori, et l'un des commandants en chef des Taira durant la guerre de Gempei.

## Biographie
Victorieux contre les Minamoto à la première bataille d'Uji le 23 juin 1180, puis aux batailles de Sunomata et Yahagigawa l'année suivante, il tombe malade et doit renoncer à les poursuivre dans leur fuite.
Deux années plus tard, le 23 juin 1183, il remporte à nouveau la victoire contre les Minamoto à la bataille navale de Mizushima. Les Taira, ayant attaché leurs bateaux ensemble, avaient placé des planchers entre eux pour créer une surface de combat plane, d'où leurs archers pouvaient tirer à l'aise, avant que s'engage le combat au corps à corps. La même année, il bat les troupes de Minamoto no Yukiie à la bataille de Muroyama.
Tomomori trouva sa fin le 25 avril 1185 durant la bataille de Dan-no-ura, la bataille décisive qui, s'achevant sur la destruction du clan Taira, mit fin à la guerre de Gempei. Comme de nombreux membres de son clan, il choisit de se donner la mort plutôt qu'être capturé, et se jeta dans la mer après avoir attaché une ancre à son pied. Sa fin est racontée dans les nō et kabuki intitulés Funa benkei.